# Rudolf Henseler
Rudolf Henseler CSsR (* 22. Juli 1949 in Bonn) ist ein deutscher Ordenspriester und römisch-katholischer Theologe.

## Leben
Nach dem Abitur am Collegium Josephinum Bonn 1969 trat Rudolf Henseler im selben Jahr in die Kongregation des Allerheiligsten Erlösers ein. Er legte die erste Profess 1970 und die ewige Profess 1974 ab. Er empfing die Diakonats- und Priesterweihe 1975. Nach den philosophisch-theologischen Studien 1970–1976 an der Philosophisch-Theologischen Hochschule (PTH) der Redemptoristen in Geistingen studierte er von 1976 bis 1979 Kirchenrecht am Kanonistischen Institut der LMU München, wo er das Lizentiat 1978 und die Promotion 1979 erwarb. Er wurde 1980 zum außerordentlichen Professor an der PTH Geistingen ernannt. Nach der  Anerkennung der Gleichwertigkeit sämtlicher Publikationen mit einer Habilitation gemäß der damaligen Fassung des § 49 des NRW-Hochschulgesetzes und zeitgleichen Erteilung des nihil obstat aus Rom wurde er 1982 zum ordentlichen Professor an der PTH Geistingen ernannt.
Seit 1980 war Henseler Lehrstuhlinhaber für Kirchenrecht an der Ordenshochschule der Redemptoristen in Hennef (bis zur Einstellung des Lehrbetriebs 1996), zugleich hielt er ab 1980 Vorlesungen an der PTH der Steyler Missionare in Sankt Augustin, die von 1969 bis 1996 mit der Hochschule der Redemptoristen eine Hochschulgemeinschaft gebildet hatte. Danach war er dort Lehrstuhlinhaber für Kirchenrecht. Von 1992 bis 2012 war ihm zudem ein ständiger Lehrauftrag für das Fach Ordensrecht an der Universität Münster übertragen im Rahmen des dortigen Lizentiatstudiengangs im Kanonischen Recht. Ferner hatte er Lehraufträge an der Theologischen Fakultät Trier (1996/1997), am Studienhaus St. Lambert (1998/1999), am Diakoneninstitut Köln (2008/2009) und hielt zwei Gastvorlesungen an der Katholischen Universität Lublin sowie eine Gastvorlesung an der Phil.-Theol. Hochschule in Tuchów.
Von 1981 bis 2006 war Henseler Diözesanrichter am Erzbischöflichen Offizialat in Köln. Papst Johannes Paul II. ernannte ihn 1995 für ein Quinquennium zum Konsultor der Kongregation für die Institute geweihten Lebens und für die Gesellschaften apostolischen Lebens. Von 2007 bis 2014 war er Ordensreferent des Erzbistums Köln.
Henseler ist Mitglied in der Consociatio Internationalis Studio Iuris Canonici Promovendo und war bis zu seiner Emeritierung 2017 Mitglied der Arbeitsgemeinschaft Kirchenrecht. Sein Forschungsschwerpunkt ist das Ordensrecht.

## Schriften (Auswahl)
- Die Mitbestimmungsrechte der Mitglieder zentralistischer klösterlicher Verbände an den verbandsinternen Leitungsaufgaben in der Zeit nach dem II. Vaticanum. Grundlegung, Beispiele und Leitlinien (= Münchener Theologische Studien III. Kanonistische Abteilung. Band 40). EOS, Sankt Ottilien 1980, ISBN 3-88096-340-1 (zugleich Dissertation, München 1979).
- Zur Geschichte des nachkonziliaren Ordensrechts. Übersicht, Tendenzen und Entwicklungen. Wienand, Köln 1980, OCLC 34479880.
- Ordensrecht. Sonderausgabe des Münsterischen Kommentars (in Buchform) in Verbindung mit der Vereinigung Deutscher Ordensoberen. Ludgerus, Essen 1987; 2. Auflage 1998, ISBN 3-87497-225-9.
- Münsterischer Kommentar zum Codex Iuris Canonici, (1993), Kommentierung der Personalprälaturen (cc.294-297), Essen ab 1984 mit ständigen Aktualisierungen, hrsg. von Klaus Lüdicke.
- Ordensrecht. Sonderausgabe des Münsterischen Kommentars (in Buchform) in Verbindung mit der Vereinigung Deutscher Ordensoberen, Essen 1987, 1. Auflage, ISBN 9783874972253.
- Münsterischer Kommentar zum Codex Iuris Canonici. Kommentierung des Ordensrechts (1984) (cc. 573-746), Loseblattsammlung, Essen ab 1984 mit ständigen Aktualisierungen, hrsg. von Klaus Lüdicke.